# 村上紀生
村上 紀生（むらかみ みちお、1990年2月25日 - ）は、日本の声優・俳優。東京都出身。アクロスエンタテインメント所属。理学療法士免許を有する。

## 経歴
2018年12月15日をもって養成所以後所属していたAIR AGENCYを退所。
2019年1月23日より芸名であった髙久 紀生を、本名の村上 紀生へと改める。
2019年7月1日付けでアクロスエンタテインメントに預かり所属となる。

## 人物
趣味はテニスを主としてスポーツ。特技はリハビリテーション、特に理学療法。
理学療法士免許の他、福祉住環境コーディネーター2級も有する。
既婚者。プロポーズ時に二度も断られたが、三度目のプロポーズにてキムチと共に指輪を渡したところ受け取ってもらえた。
BS日テレにて放送された「崖っぷちからの脱出　声優！一発逆転オーディション」にて審査員の投票の結果優勝（レギュラー審査員票数0票 最終審査のみ参加特別審査員票数8票）した。
父は漫画家の村上もとか。

## 出演
太字はメインキャラクター

### 外画
- トランスポーター・ザ・シリーズ ニューミッション（叱られる男）

### アニメ
- 少年アシベ Go! Go! ゴマちゃん（飼育員）
- LEGO CITY ADVENTURES（ハール、アレン）

### 映画
- ちばてつや原作 劇場アニメーション 風のように（三平の父）

### テレビ
- NHK 大喜林～アノコト なんて呼ぶ？～（2020年7月10日・17日）
- NHK BSプレミアム アメージングファミリー（2020年7月25日）（ボイスオーバー）
- 日テレ ZIP朝ドラマ「泳げ！ニシキゴイ」（2022年7月20日・26日）（CMボイス）
- BS日テレ 崖っぷちからの脱出　声優！一発逆転オーディション（2023年2月5日 - 3月19日）（全7回）
- 日テレ news every.　every.特集「大都会の深夜にカメラは見た！密着！真夜中の動物病院」（2023年3月28日）（ナレーション）

### ラジオ
- 「きになる木曜日」

### ラジオドラマ
- 「部長、僕ほめられて伸びるタイプなんです。S2」（2022年1月23日 - 3月20日）（皆川順一）
- 「部長、僕ほめられて伸びるタイプなんです。Final!?」（2022年10月16日 - 12月18日）（皆川順一）
- 「ごくありふれたダンジョン冒険譚』」（2023年2月19日 - 3月26日）（アバラ・スケ夫）

### ゲーム
- うたわれるもの 二人の白皇（兵士、高官、民衆、隊長、船員、伝令、ルルティエ兄、四天王 等）

### ソーシャルゲーム
- 蒼穹のスカイガレオン（ニギハヤヒ、クニノトコタチ、プロメテウス）
- 破軍・三國志（賢弟 孫権、戯志才）

### ドラマCD
- もりみち病院ドラマCD②（ムスタファ・アブラ・ジャブジャーブ）
- デストルドー９ Sounding Procession Vol.2（原之園准）
  - 01 友に捧ぐエンドロール

### WebCM
- コミック販促PV マギの贈り物 -The Gift of the Magi-（四季 一）

### TVCM
- 三幸製菓 Breakthrough！－踏み出せ。－（アニメーションCM）
- 花王 ワイドハイター 「消臭専用ジェル」

### ボイスドラマ
- A-koe リアルでレベル上げしたらほぼチートな人生になった（警官）
- デストルドー9〜アベルとカインの黙示録〜（原之園准）
  - 01 希望へ至るプロローグ
  - 06 小早川幾実の告白

### 舞台
2019年
- Hashプロデュース公演vol.2 朗読劇　黎明の刃（2019年3月9日、新宿シアターブラッツ） Lateチーム 阿部正豊 役
- まごころ18番勝負 第21回公演　汝、公正たれ Let us see YOUR own justice.（2019年5月4日 - 9日、シアターバビロンの流れのほとりにて）弁護士、蒲田雅也 役
- デストルドー９（2019年9月19日 - 23日、座・高円寺2）原之園准 役

2020年
- 小荘衝章 第1回公演　岸田國士のラヂオドラマ（2020年1月10日 - 12日、Gallery & Space しあん）兵卒A（冨岡）、酒井鉄蔵 役
- 縁劇ユニット流星レトリックpresents reading live　Celestine #6（2020年2月7日 - 9日、MJはうす）野々山大喜、久路須賛太、向井祈糸、速水菖吾、河原木誠一郎 役
- Leidenschaftプロデュース　トライアル公演vol.1 朗読劇 あなたを忘れない（2020年10月23日 - 29日、配信公演）A・C班 宮崎誠一 役
- 愛伝一家第7公演　11月11日、あめときどき馬ところにより鹿（2020年11月11日 - 15日、シアターKASSAI）武蔵野剣仁 役

2021年
- Agir circle第2回公演　朗読短編集の調べⅡ’（2021年2月20日 - 3月7日、配信公演)緑公演 智之、男A、声 役 紫公演 桃太郎 役
- Fujimaru Presents　金の価値（2021年3月25日 - 28日、遊空間がざびぃ）B公演 高橋 役
- Leidenschaftプロデュース 和の音（2021年5月1日 -、Vimeo）
- NPO法人声物園　胎内（2021年10月15日 - 17日、コフレリオ新宿シアター）甲チーム 整 佐山 役

2022年
- 縁劇ユニット流星レトリック 第6回公演　secret of holy（2022年4月27日 - 5月1日、中野・劇場MOMO）
- Leidenschaftプロデュース　薔薇/みごとな女（2022年10月20日 - 23日、遊空間がざびぃ）A・Bチーム 収 役
- -ヨドミ- 第二回公演　骨、噛み（2022年12月14日 - 18日、四谷3丁目ドリームシアター）箱崎 役

2023年
- ミサキカク毎週公演　歌詞から紡ぐ物語（2023年4月5日）（予定）
- 縁劇ユニット流星レトリック　第8回公演　星レト短編集 plumaje（2023年4月14日 - 23日、サンモールスタジオ）（予定）

### その他
- オーディオブック あの営業マンが選ばれる「本当の理由」　お客様にとって唯一無二の存在になる時、お客様と営業マンの間に何が起きているのか
- Amazon Audible　Iの悲劇
- Amazon Audible　世界を統べる者 - 「日米同盟」とはどれほど固い絆なのか?